# ملا جك حسن باشا
ملا جك حسن باشا ‏ ( - 1701 ) سياسي عثماني شغل منصب والي مصر منذ 1687 حتى 1687.